# 沙里顿 (艾奥瓦州)
沙里顿（Chariton）是美国艾奥瓦州卢卡斯县的城市，是卢卡斯县的县城。美国2010年人口普查的人口为4321人。它是Hy-Vee超市连锁的主要配送中心，也是前公司所在地。

## 历史
沙里顿在1850年被规划。沙里顿是法国商人的名字。